# Oxytropis mongolica
Oxytropis mongolica är en ärtväxtart som beskrevs av Vladimir Leontjevitj Komarov. Oxytropis mongolica ingår i släktet klovedlar, och familjen ärtväxter. Inga underarter finns listade i Catalogue of Life.